# Leptomorphus femoratus
Leptomorphus femoratus är en tvåvingeart som beskrevs av Edwards 1933. Leptomorphus femoratus ingår i släktet Leptomorphus och familjen svampmyggor. Inga underarter finns listade i Catalogue of Life.